# کریلوف ۵۲۴۷
سیارک ۵۲۴۷ (به انگلیسی: 5247 Krylov، نامگذاری:1982UP6) پنج هزار و دویست و چهل و هفتمین سیارک کشف شده‌است که در ۲۰ اکتبر ۱۹۸۲ کشف شد.
قدر مطلق سیارک برابر ۱۲٫۵۰ است.